# كأس ولي العهد 1994–95
كأس ولي العهد 1994–95 هي النسخة الثانية من بطولة كأس ولي العهد الكويتي، والتي أقيمت في موسم 1994–95.
و استطاع نادي كاظمة أن يفوز بتلك النسخة بعدما تغلب على نادي القادسية الكويتي بنتيجة كبيرة 4-1. فسجل لنادي كاظمة كل من محمد عبد الرحمن وعادل صلبوخ وبدر حجي ورومان هانس، بينما سجل هدف القادسية الوحيد اللاعب حمد الصالح.